# Liceum ewangelickie w Kieżmarku

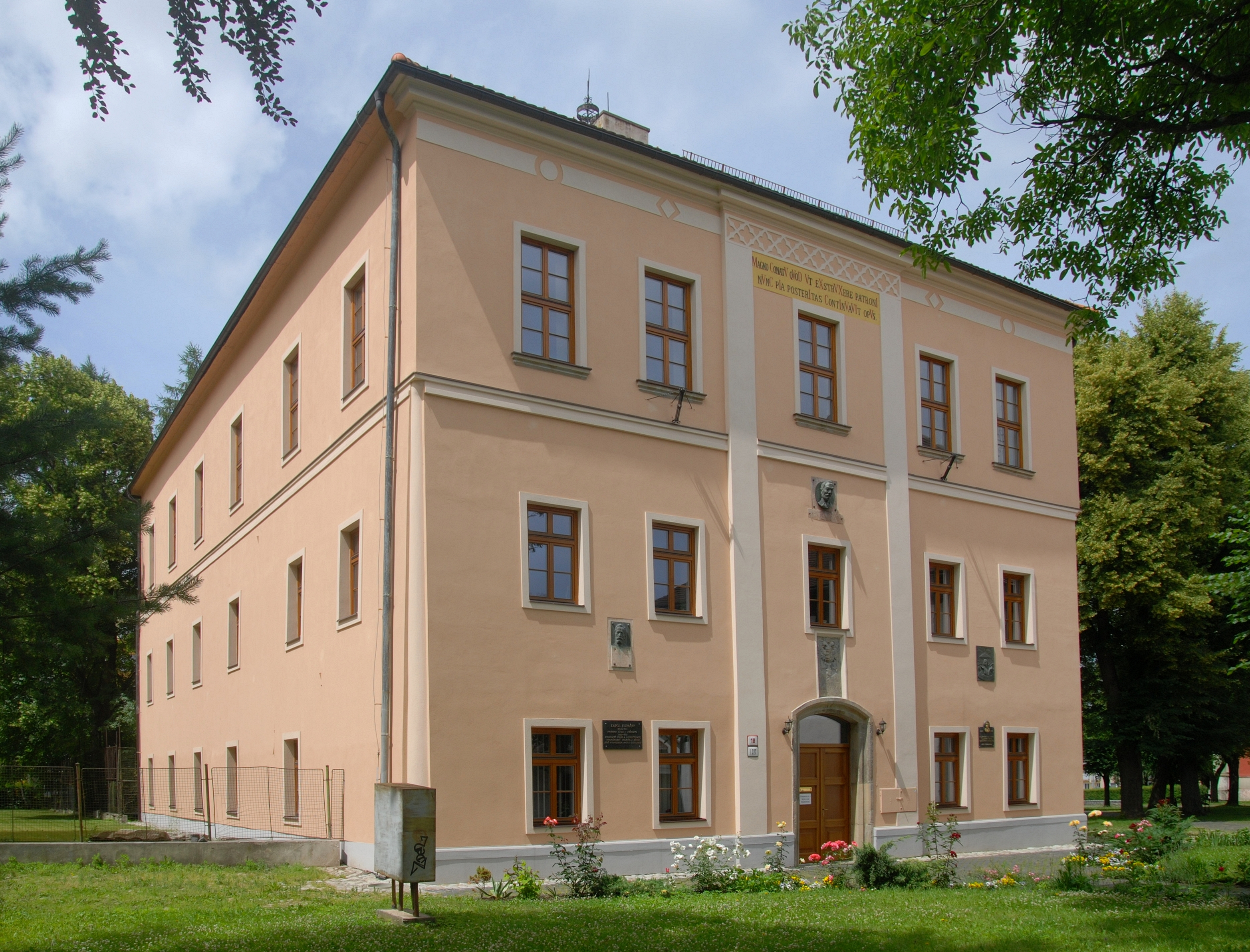
Liceum ewangelickie w Kieżmarku

Liceum ewangelickie w Kieżmarku – zabytkowy budynek dawnego liceum ewangelickiego w Kieżmarku na Spiszu, w północnej Słowacji, obecnie siedziba zabytkowej biblioteki i oddziału muzeum.

## Opis
Pierwsze wzmianki o istnieniu miejskiej szkoły w Kieżmarku pochodzą z lat 1383-1392. Istnieją jednak przypuszczenia, że jakaś starsza szkoła, parafialna, istniała przy tutejszej parafii św. Krzyża już w XIII w. W okresie reformacji po 1531 r. szkoła ta otrzymała charakter gimnazjum protestanckiego. W latach 1787–1852 przy ośmioklasowym gimnazjum istniały wyższe oddziały „akademickie” z katedrą filozofii, prawa i teologii, dzięki czemu szkoła miała status liceum. Na terenach dzisiejszej Słowacji istniały jedynie cztery takie licea, a bez świadectwa ukończenia któregoś z nich nie było możliwe ubieganie się o przyjęcie na studia uniwersyteckie. W 1852 r. oddziały licealne zostały zlikwidowane i szkoła spadła znów do rangi gimnazjum.
Pierwsza kieżmarska szkoła stała koło kościoła św. Krzyża. Wraz z nasileniem się kontrreformacji szkołę wyrzucono poza obręb murów miejskich. Przez pewien czas działała w zakrystii drewnianego kościoła protestanckiego św. Trójcy (obecnie tzw. „artykularnego”). Dopiero w latach 1774-1776 wzniesiono według planów M. Krausa nowy, murowany budynek, który obecny kształt zyskał w XIX w. poprzez dobudowy pierwszego, a następnie drugiego piętra. Na przełomie lat 60. i 70. XX w. budynek poddano gruntownej renowacji według projektu inż. arch. M. Križana, po czym umieszczono w nim zabytkową bibliotekę oraz ekspozycję kieżmarskiego muzeum, poświęconą literaturze.
W kieżmarskiej szkole wykładali profesorowie i uczyli się studenci z całej środkowej Europy. Wielu z jej absolwentów rozwijało później kariery słowackich, węgierskich, niemieckich, a nawet serbskich uczonych, artystów czy polityków. Między nimi byli pisarze i poeci: Jur Tesák Mošovský, František Kacinczy, Pavel Jozef Šafárik, Karol Kuzmány, bracia Ján i Samo Chalupkowie, Samo Tomášik, Janko Kráľ, Johann Genersich, Jovan Sterija–Popovič, Jonáš Záborský, Pavol Országh Hviezdoslav, Ladislav Nádaši–Jégé, Martin Kukučín, Janko Jesenský, Martin Rázus, Ivan Stodola, malarze: Peter Michal Bohúň, Ladislav Medňanský, politycy: Imre Thököly, Artúr Görgey, Matúš Dula, lekarze: Daniel Fischer, Michael Guhr, Ľudovít Markušovský, Vojtech Alexander, podróżnicy, geografowie i historycy: Jozef Bencúr, David Frölich, Juraj Bohuš, Georg Buchholtz młodszy, Christian Genersich, bracia Pál i János Hunfalvy, Thomas Mauksch, Samuel Weber, filozofowie i ekonomiści: Gregor Berzeviczy, Ján Feješ, Martin Schwartner, przyrodnicy, fizycy i matematycy: Fridrich Hažlinský, Aurel Stodola, Jur Hronec.
Biblioteka zaczęła powstawać wraz ze szkołą. Rozrastała się drogą zakupów oraz licznych darowizn. Dziś liczy ok. 150 tys. tomów z wszystkich możliwych dziedzin wiedzy w wielu językach i jest uważana za największą historyczną bibliotekę szkolną w środkowej Europie. W zbiorach znajduje się 55 inkunabułów z lat 1468-1500, ok. 3 tys. starodruków z XVI w., ok. 6 tys. słowakianów (dzieł drukowanych na terenie Słowacji, dział słowackich autorów i dzieł w języku słowackim) oraz 44 tys. germaników z lat 1470-1944. Biblioteka jest udostępniona do zwiedzania.
W pobliżu stoi budynek tzw. nowego liceum z lat 1893-1906, obecne gimnazjum im. P. O. Hviezdoslava.